# Asura griseata
Asura griseata är en fjärilsart som beskrevs av John Henry Leech 1899. Asura griseata ingår i släktet Asura och familjen björnspinnare. Inga underarter finns listade i Catalogue of Life.